# A.F.C. Fylde
Câu lạc bộ bóng đá Fylde là một câu lạc bộ bóng đá chuyên nghiệp có trụ sở tại Wesham ở Borough of Fylde, Lancashire, Anh. Ban đầu được gọi là Kirkham & Wesham sau sự hợp nhất của Kirkham Town và Wesham vào năm 1988, câu lạc bộ đã lấy tên hiện tại của mình vào năm 2008 sau khi giành chức vô địch FA Vase. Đội hiện là thành viên của National League, và chơi tại Mill Farm ở Wesham. Đây là câu lạc bộ đầu tiên và duy nhất cho đến nay giành được cả FA Vase và FA Trophy.

## Lịch sử
Câu lạc bộ được thành lập bởi sự hợp nhất của Kirkham Town và Wesham vào năm 1988, ấy tên của một câu lạc bộ trước đó đã chơi ở West Lancashire League trong những năm ngay trước Thế chiến thứ nhất. Câu lạc bộ mới đảm nhận vị trí của Kirkham Town trong Division One của West Lancashire League. Trong mùa giải 1989-90, đội đứng cuối bảng và bị xuống hạng đến Division Two. Sau ba mùa giải ở Division Two, đội đã được thăng hạng vào mùa giải 1992-93 sau khi xếp thứ ba, chỉ để xuống hạng một lần nữa vào năm 1994-95. Mùa giải tiếp theo, họ kết thúc với vị trí á quân ở Division Two, chỉ thua hai trận trong cả mùa giải và được thăng hạng trở lại Division One.
West Lancashire League được tái cấu trúc vào năm 1998 với Division One được đổi tên thành Premier Division. Sau khi đứng thứ tư liên tiếp trong các mùa giải 1997-98 và 1998-99, câu lạc bộ sau đó đã thống trị Premier Division trong một số năm, về đích với tư cách là nhà vô địch trong bảy trong số tám mùa giải từ 1999-2000 đến 2006-07, điểm sáng duy nhất là 2002-03 khi đội là á quân. Trong 21 tháng từ tháng 1 năm 2003 đến tháng 10 năm 2004, câu lạc bộ không thua trận nào trong bất kỳ cuộc thi nào; cuộc chạy đua cuối cùng đã kết thúc khi họ thua một trận đấu tại giải quốc nội, 1-0 trước Dalton United. Vào tháng 4 năm 2006, câu lạc bộ đã hoàn thành cú hat-trick chiến thắng liên tiếp trong trận chung kết Cúp Lancashire Amateur Shield khi đánh bại đồng đội của giải West Lancashire League là Charnock Richard 2-0 tại County Ground ở Leyland, chức vô địch Shield thứ tư của câu lạc bộ trong sáu năm. Là đại diện được đề cử của Lancashire FA, câu lạc bộ cũng đã giành được Northern Counties Cup vào các mùa giải 2004-05, 2005-06, và 2006-07.

### North West Counties League
Sau thành công vô địch West Lancashire League vào năm 2006-07, câu lạc bộ đã được chấp nhận vào Division Two của North West Counties League cho mùa giải 2007-08. Tại cuộc họp đại hội đồng thường niên của câu lạc bộ vào tháng 7 năm 2007, một kế hoạch 15 năm đã được đưa ra với mục tiêu đã nêu là lên chơi tại Conference National vào năm 2017, và The Football League năm 2022. Trận đấu đầu tiên của câu lạc bộ tại North West Counties League là trận đấu trên sân nhà vào ngày 11 tháng 8 năm 2007, trước Darwen trước 101 người hâm mộ, đội đã thắng 5-0. Thứ Ba tuần sau, họ chơi trận đấu đầu tiên trên sân nhà dưới ánh đèn pha, chiến thắng 2-0 trên sân nhà trước Holker Old Boys Vào ngày 8 tháng 9, câu lạc bộ đã chơi trận đấu đầu tiên tại FA Vase, đánh bại câu lạc bộ Northern Counties East League Division One là Worsbrough Bridge Athletic 3-0. Câu lạc bộ cũng đã sắp xếp để chiếc cúp FA Vase được trưng bày trước trận đấu. Vào ngày 26 tháng 1 năm 2008, câu lạc bộ đã lọt vào vòng 16 đội của FA Vase khi đánh bại Studley với tỷ số 3-0. Vào ngày 9 tháng 2, họ đã lọt vào vòng tứ kết sau khi đánh bại đội đầu bảng Sussex County League, Crowborough Athletic 2-0 với tỷ số 2-0 trước một đám đông kỷ lục 772 người tại Alderbrook Recreation Ground của Crowborough. Sau đó, họ đánh bại câu lạc bộ Coventry Sphinx của Midland Football Alliance với tỷ số 1-0 trong trận đấu lại sau khi hòa 3-3. ITrong trận bán kết hai lượt đi với câu lạc bộ Eastern Counties League Premier Division, Needham Market, Kirkham & Wesham đã giành chiến thắng chung cuộc 4-2. Vào ngày 11 tháng 5, Kirkham & Wesham đã giành FA Vase trong mùa giải đầu tiên của họ trong cuộc thi, đánh bại Lowestoft Town 2-1 trong trận chung kết trên Sân vận động Wembley trước 19.537 khán giả, với khoảng 14.000 người từ Lowestoft và khoảng 3.500 Kirkham & người ủng hộ Wesham. Không thể ghi bàn trong phần lớn thời gian của trận đấu, Kirkham & Wesham ghi hai bàn trong sáu phút cuối cùng, cả hai bàn thắng đến từ cầu thủ thay thế mười bảy tuổi Matt Walwyn, con trai của cựu cầu thủ Blackpool Keith Walwyn, người chỉ chơi 11 phút cuối cùng của trận đấu. Kirkham & Wesham bảo đảm số tiền thưởng 20.000 bảng cho chức vô địch, mặc dù tổng số tiền câu lạc bộ kiếm được dự kiến là khoảng 75.000 bảng. Mùa giải cũng chứng kiến câu lạc bộ giành cúp loại trực tiếp Division Two với chiến thắng 1-0 trước Bootle, cũng như đảm bảo suất thăng hạng Premier Division khi họ đánh bại Castleton Gabriels 3-1 vào ngày 26 tháng 4.
Vào đầu mùa giải 2008-09, câu lạc bộ đổi tên thành A.F.C. Fylde. Đội đã vô địch Premier Division ở lần thử đầu tiên, xếp trên New Mills về hiệu số bàn thắng bại và giành quyền thăng hạng lên Division One North của Northern Premier League.

### Northern Premier League
Huấn luyện viên lâu năm Mick Fuller đã được chuyển lên cấp trên vào tháng 9 năm 2010 và Kelham O'Hanlon được đưa vào làm huấn luyện viên đội một. Câu lạc bộ về đích giữa bảng xếp hạng kết thúc ở vị trí giữa bảng với số lượng nhân viên thi đấu thay đổi cao. Mùa giải tiếp theo câu lạc bộ xếp thứ năm, đủ điều kiện tham dự trận play-off thăng hạng. Sau khi đánh bại Skelmersdale United với tỷ số 1-0 ở trận bán kết, họ đã để thua 2-1 trước Chorley trong trận chung kết.
Trong mùa giải 2011-12, họ được đưa vào danh sách những ứng cử viên được yêu thích thăng hạng sớm, nhưng O'Hanlon đã bị thay thế làm quản lý vào tháng 11 năm 2011 sau một chuỗi thành tích tồi tệ và nhanh chóng được thay thế bởi đội ngũ quản lý mới của Dave Challinor và Colin Woodthorpe. Challinor rời Colwyn Bay của Conference North để xuống hai hạng đấu và gia nhập The Coasters, cho thấy tham vọng và kế hoạch của câu lạc bộ cho tương lai là yếu tố khiến họ chuyển đến Fylde Coast. Câu lạc bộ đã kém 16 điểm so với đầu bảng khi bộ đôi quản lý mới đến câu lạc bộ nhưng đã giành được danh hiệu với chiến thắng 1-0 trước Salford City, giành quyền thăng hạng lên Premier Division. Challinor đã giành được một số giải thưởng bao gồm Huấn luyện viên xuất sắc nhất năm tại Bữa tối trao giải NPL.
Mùa giải 2012-13 câu lạc bộ đã đứng thứ năm, đủ điều kiện cho vòng loại trực tiếp. Tuy nhiên, sau trận hòa 3-3, đội thua Hednesford Town trên chấm phạt đền trong trận bán kết. Mùa giải 2013-14 chứng kiến câu lạc bộ giành được Lancashire FA Challenge Trophy (đánh bại Chorley 4-1 tại Sân vận động Reebok), Northern Premier League Challenge Cup (với chiến thắng 1-0 trước Skelmersdale United tại Edgeley Park) và được thăng hạng Conference North thông qua vòng loại trực tiếp. Sau khi đánh bại Worksop Town 3-1 trên sân nhà trong trận bán kết playoff, đội đã đánh bại Ashton United 4-3 trên chấm phạt đền sau khi hòa 1-1.

### National League
AFC Fylde kết thúc mùa giải đầu tiên tại Conference North ở vị trí thứ hai với 85 điểm, để thua Guiseley 3-1 với tổng tỷ số 3-1 trong trận bán kết play-off tiếp theo. Ba cầu thủ của Fylde, Ben Hinchcliffe, Josh Langley và Brad Barnes, đã được chọn vào Đội hình tiêu biểu của Conference North của mùa giải ở giải thưởng AGM cuối mùa. Fylde đã kết thúc mùa giải 2015-16 ở vị trí thứ ba tại National League North. Sau khi đánh bại Harrogate Town với tỷ số 2-1 trong trận bán kết hai lượt đi, họ để thua 2-1 trước North Ferriby United sau hiệp phụ. Mùa giải 2016-17 họ đã vô địch National League North, giành quyền thăng hạng lên National League. Trong mùa giải đầu tiên của họ tại Liên đoàn Quốc gia, câu lạc bộ lần đầu tiên lọt vào Vòng Hai của Cúp FA sau khi đánh bại Kidderminster Harriers 4-2 ở vòng Một. Ở Vòng Hai Fylde đã hòa 1-1 trên sân nhà trước Wigan Athletic trước khi thua trận đá lại 3-2. Đội tiếp tục đứng thứ 7 trên bảng xếp hạng, đủ điều kiện tham dự vòng play-off mở rộng, nhưng để thua 2-1 trước Boreham Wood ở tứ kết.
Mùa giải 2018-19 Fylde đứng thứ 5 tại National League. Họ đánh bại Harrogate Town ở tứ kết play-off và Solihull Moors ở bán kết để giành quyền vào chung kết tại Wembley trước Salford City. Mặc dù trận chung kết đã chứng kiến họ thua 3-0, câu lạc bộ đã trở lại Wembley một tuần sau đó trong trận chung kết FA Trophy và giành chiến thắng với chiến thắng 1-0 trước Leyton Orient. Mùa giải tiếp theo, câu lạc bộ lần đầu tiên lọt vào vòng 3 Cúp FA; sau khi đánh bại Nantwich Town 1-0 ở vòng Một và Kingstonian 2-0 ở vòng hai, họ đã thua Sheffield United 2-1 ở vòng ba.

## Sân vận động
Câu lạc bộ đã chơi các trận đấu trên sân nhà tại Kellamergh Park ở làng Warton từ năm 2006 đến năm 2016, trước đó đã chơi tại Coronation Road thuộc sở hữu của hội đồng ở Kirkham. Năm 2005, câu lạc bộ đã mua đất ở Kellamergh và bắt đầu phát triển cơ sở vật chất với chi phí 150.000 bảng để đáp ứng yêu cầu thi đấu tại North West Counties League.
Sân mới chính thức được khai trương vào ngày 5 tháng 8 năm 2006, với khán đài chính trị giá 30.000 bảng Anh 200 chỗ ngồi với bốn hàng ghế và khu vực báo chí được chỉ định.
Các cải tiến hơn đã được thực hiện đối với sân vận động vào tháng 3 năm 2009 để đạt được Cấp độ phân loại sân E (Bước 4) bao gồm chỗ ngồi có mái che bổ sung và Hộp giám đốc mới. Kellamergh Park cuối cùng có 533 chỗ ngồi có mái che và chỉ có thể chứa hơn 3.000 khán giả, đã được nâng cấp trong phần sau của mùa giải 2014-15 để đáp ứng yêu cầu của Football Conference là 500 chỗ ngồi có mái che, được lắp đặt vào cuối tháng 3 năm 2015 và nằm ở cuối phía nam của mặt đất phía sau khung thành.
Vào ngày 19 tháng 1 năm 2008, câu lạc bộ đã công bố kế hoạch chuyển sang một sân vận động mới khác tại địa điểm 26 mẫu Anh (110.000 m2) không tên. Vào tháng 2 năm 2010, một quỹ từ thiện có tên là Haythornthwaite Sports Foundation đã công bố kế hoạch cho một Khu liên hợp thể thao cộng đồng mới ở Wrea Green, bao gồm các cơ sở thể thao ngoài trời phục vụ bóng đá trẻ em địa phương, cricket và các môn thể thao khác cùng với một sân vận động mới có sức chứa 2.500 cho AFC Fylde. Các cuộc tham vấn diễn ra vào năm 2011 nhưng đơn xin lập kế hoạch đã bị Hội đồng Fylde Borough từ chối vào mùa xuân năm 2012.
Vào ngày 3 tháng 9 năm 2013, có thông báo rằng các kế hoạch đã được vạch ra cho một sự phát triển mới trị giá 18 triệu bảng, Làng Thể thao Mill Farm, ở ngoại ô Wesham, gần giao lộ 3 của M55. Điều này bao gồm một trung tâm phân phối, một siêu thị Aldi, một khách sạn, một nhà hàng, một trạm xăng dầu, các sân thể thao cộng đồng, cơ sở khoa học thể thao và một sân vận động bóng đá tiêu chuẩn của Football League với sức chứa 6.000 chỗ. Các kế hoạch của sân vận động bao gồm khán đài chính có sức chứa 2.000 chỗ ngồi với quầy bar dành cho người ủng hộ, các hộp điều hành và phòng chức năng. Đơn xin quy hoạch cho sân vận động và các cơ sở liên quan đã được Hội đồng Fylde Borough chấp nhận vào ngày 4 tháng 6 năm 2014, và sân được mở cửa vào ngày 13 tháng 8 năm 2016 cho trận đấu đầu tiên của câu lạc bộ ở National League North gặp Brackley Town.

## Đội hình hiện tại
Tính đến 18 tháng 8 năm 2020
Ghi chú: Quốc kỳ chỉ đội tuyển quốc gia được xác định rõ trong điều lệ tư cách FIFA. Các cầu thủ có thể giữ hơn một quốc tịch ngoài FIFA.
| Số | VT | Quốc gia         | Cầu thủ           |
| -- | -- | ---------------- | ----------------- |
| 1  | TM | Anh              | James Montgomery  |
| 4  | HV | Cộng hòa Ireland | Neill Byrne       |
| 6  | HV | Anh              | Alex Whitmore     |
| 8  | TV | Anh              | Ryan Croasdale    |
| 10 | TV | Anh              | Danny Philliskirk |
| 12 | HV | Anh              | Luke Burke        |
| 14 | HV | Anh              | Tom Miller        |
| 16 | HV | Anh              | Andy Taylor       |

| Số | VT | Quốc gia         | Cầu thủ         |
| -- | -- | ---------------- | --------------- |
| 17 | TV | Cộng hòa Ireland | Mark Yeates     |
| 18 | TĐ | Anh              | Kurt Willoughby |
| 21 | TM | Anh              | Dan Lavercombe  |
| 22 | TĐ | Anh              | Sheldon Green   |
| 23 | TV | Anh              | James Stanley   |
| 27 | TV | Anh              | Nick Haughton   |
| —  | TV | Anh              | David Perkins   |

## Ban huấn luyện
| Jim Bentley | Huấn luyện viên         |
| Ken McKenna | Trợ lý huấn luyện viên  |
| Lee Jones   | Huấn luyện viên thủ môn |
| Sean Riley  | Bác sĩ vật lý trị liệu  |

## Danh hiệu
- FA Trophy
  - Vô địch 2018-19
- National League
  - Vô địch National League North 2016-17
- Northern Premier League
  - Vô địch Division One North 2011-12
  - Vô địch Challenge Cup 2013-14
  - Vô địch President's Cup 2013-14
- North West Counties League
  - Vô địch Premier Division 2008-09
- FA Vase
  - Vô địch 2007-08
- West Lancashire League
  - Vô địch Premier Division 1999-2000, 2000-01, 2001-02, 2003-04, 2004-05, 2005-06, 2006-07
- Lancashire FA Challenge Trophy
  - Vô địch 2010-11, 2012-13, 2013-14
- Northern Inter Counties Cup
  - Vô địch, 2004-05, 2005-06, 2006-07[28]
- Lancashire Amateur Shield
  - Vô địch 2000-01,[29] 2003-04, 2004-05, 2005-06[5]
- Richardson Cup
  - Vô địch 1998-99, 1999-2000, 2000-01, 2004-05, 2005-06[1][30]
- Presidents Cup
  - Vô địch 1995-96[28]

## Kỉ lục
- Thành tích tốt nhất tại Cúp FA: Vòng Ba, 2019-20[18]
- Thành tích tốt nhất tại FA Trophy: Vô địch, 2018-19[18]
- Thành tích tốt nhất tại FA Vase: Vô địch, 2007-08[3]
- Kỉ lục số khán giả: 3,858 với Chorley, National League North, 26 tháng 12 năm 2016[31]
- Trận thắng đậm nhất: 10-0 với Droylsden, Northern Premier League Premier Division, 29 tháng 10 năm 2013[32]